# مقاطعة بوكس إلدير (يوتا)
مقاطعة بوكس إلدير (بالإنجليزية: Box Elder County)‏ هي إحدى مقاطعات ولاية يوتا في الولايات المتحدة الأمريكية.